# توماس هيل (منافس ألعاب قوى)
توماس هيل (بالإنجليزية: Thomas Hill)‏ هو منافس ألعاب قوى أمريكي، ولد في 17 نوفمبر 1949 في نيو أورلينز في الولايات المتحدة.

## وصلات خارجية
- توماس هيل على موقع الاتحاد الدولي لألعاب القوى (الإنجليزية)
- توماس هيل على موقع اللجنة الأولمبية الدولية (الإنجليزية)
- توماس هيل على موقع أوليمبيديا (الإنجليزية)